# さばねこ
さばねこは、日本の漫画家。別名義はさとし。

## 来歴
メディアミックス展開でコミカライズを手掛ける。

## 作風
原作の世界観を忠実に再現する。

## 作品リスト

### 連載
- ぱぱこん（『コミックHOLIC』2008年8月8日 - 2013年4月12日） - さとし名義
- どうやら私の身体は完全無敵のようですね（原作：ちゃつふさ、キャラクター原案：ふーみ、『ドラドラしゃーぷ＃』→『ドラドラふらっと♭』2018年 - 連載） - コミカライズ[1]。

### 書籍
一般向け
- 『ぱぱこん』、フォックス出版〈コミホリコミックス〉、全4巻、さとし名義
  1. 2009年11月27日発売、ISBN 978-4-903421-43-8
  2. 2011年2月28日発売、ISBN 978-4-903421-46-9
  3. 2012年7月26日発売、ISBN 978-4-903421-50-6
  4. 2013年8月8日発売、ISBN 978-4-903421-52-0

- 『どうやら私の身体は完全無敵のようですね』、原作：ちゃつふさ、キャラクター原案：ふーみ、KADOKAWA〈ドラゴンコミックスエイジ〉2018年 - 刊行中、既刊12巻（2024年9月9日現在）

成人向け
- 『オネがい❤ショタいけん』、エンジェル出版〈エンジェルコミックス〉、2016年7月16日発売、ISBN 978-4-87306-715-5